# Josef Ježek (ministr)
Josef Ježek (2. srpna 1884 Žamberk – 10. května 1969 Praha) byl český generálmajor četnictva a politik. V letech 1939–1942 byl ministrem vnitra v protektorátní vládě Aloise Eliáše.

## Život
Narodil se jako prostřední ze tří sourozenců. Jeho otec byl ředitelem a zakladatelem české měšťanské školy v Žamberku. Josef absolvoval obecnou školu a pokračoval na gymnázium, které však nedokončil. Místo toho se zapsal na zeměbraneckou kadetní školu ve Vídni.
V roce 1910 se v Černovicích oženil s místní šlechtičnou.

## Činnost za Rakousko-Uherska
Po dokončení kadetní školy byl přiřazen k 22. zeměbraneckému pěšímu pluku v Černovicích v Bukovině.
V roce 1909 odešel v hodnosti poručík od armády a vstoupil do řad četnictva, kde sloužil na Zemském četnickém velitelství č. 13 v Černovicích. Následující rok složil odborné zkoušky a stal se velitelem četnického oddělení ve Vyžnyjcy. O několik měsíců později byl jmenován pobočníkem velitele v Černovicích. V roce 1913 byl povýšen do hodnosti rytmistra a o dva roky později (1915) převelen na četnické velitelství ve Vídni, kde byl přiřazen jako velitel na oddělení v Sankt Pölten. 
Od června 1917 působil na rakousko-uherském ministerstvu zeměbrany.

## Činnost za Československé republiky
Po vzniku samostatného Československa v roce 1918 nastoupil na místo velitele četnického oddělení v Jindřichově Hradci. V roce 1919 byl odeslán na Slovensko, kde měl pomoci s budováním slovenského četnictva a působil jako pobočník zemského velitele četnictva v Bratislavě. Poté působil u 13. oddělení MV, v 2. polovině třicátých let se vrátil na Zemské četnické velitelství v Bratislavě jako vrchni velitel, když vystřídal předchozího velitele Aloise Adamičku. 
Patřil k významným propagátorům moderních kriminalistických metod u četnictva. V roce 1931 stál u zrodu časopisu Bezpečnostní služba.
Po Mnichovské dohodě byl Ježek na podzim 1938 jmenován členem delimitační komise, která řešila konkrétní průběh hranic mezi odstoupenými Sudety a zbytkovým Česko-Slovenskem; v této funkci dokázal klást výrazný odpor přehnaným německým nárokům a svými jasnými postoji si dokázal získat respekt i u německých důstojníků.

## Činnost za Protektorátu Čechy a Morava
Za nacistické okupace mu generál Alois Eliáš, předseda protektorátní vlády, nabídl dosud neobsazené místo ministra vnitra kvůli zachování českého dozoru nad českým četnictvem. Ježek tomuto vyhověl jako přání svého dlouholetého přítele i jako rozkazu vyššího důstojníka, a 1. července 1939 na toto místo nastoupil. Jeho výhodou byla dále výborná znalost úřední (policejní) němčiny, se kterou mohl slušně, byť rázně čelit nátlaku německých činovníků.
Po nástupu Reinharda Heydricha na místo zastupujícího říšského protektora byl předseda vlády generál Eliáš zatčen a vláda bez jeho účasti pokračovala až do ledna 1942. Při přípravě nové vlády si Ježka dne 18. ledna 1942 povolal k sobě sám Heydrich s tím, že by ministr vnitra měl být důraznější a iniciativnější při prosazování zájmů Německé říše. Ježkova odpověď, že on bude své povinnosti plnit pouze v souladu se svou důstojnickou ctí a českou národní hrdostí, však Heydricha rozzlobila a upozornil, že „přání“ protektora musí protektorátní politik chápat jako „rozkaz“. Ježek úředním jazykem ocitoval zpaměti některá platná nařízení včetně rozkazů samotného Adolfa Hitlera, s nimiž jsou konkrétní činy nacistické správy v rozporu. Následný Heydrichův výbuch vzteku považoval za ukončení rozhovoru a odešel. Uražený Heydrich druhého dne vydal rozkaz, kterým Ježka zbavil ministerské funkce (jeho nástupcem se pak stal dosavadní zemský policejní prezident Richard Bienert, který však pokračoval v Ježkově pasivní rezistenci). Ježek musel ukončit veškeré své úřední aktivity a od 1. března 1942 byl poslán do výslužby.
Do konce války pak pracoval jako referent Západočeské kaolinky.

## Poválečný život
Po válce v roce 1945 byl zatčen a v roce 1947 postaven před Národní soud za účast v protektorátní vládě. V jeho prospěch však vypovídalo velké množství lidí, kteří dosvědčili, že Ježkova aktivita byla prakticky vždy ve prospěch odboje a že Ježek pomáhal perzekvovaným osobám, včetně židovských rodin. Soud proto upustil od jeho potrestání s tím, že (jinak trestná) účast v protektorátní vládě je malým proviněním v porovnání s tím, nakolik aktivní činnost Ježek vyvíjel pro odboj. 
Ježkovi však byla odňata státní starobní penze a ve svých 63 letech musel začít znovu pracovat jako úředník.
V roce 1954 byl Ježek znovu zatčen, tentokrát Státní bezpečností, a obviněn z „politické, vojenské a hospodářské špionáže ve prospěch západních imperialistických států“. Byl obžalován a přestože mu nebyl prokázán žádný konkrétní čin, byl v návaznosti na procesy se Zelenou internacionálou odsouzen za špionáž a velezradu na doživotí. Při amnestii z 9. května 1955 byl trest zmírněn na 25 let vězení, při amnestii z 9. května 1960 mu byl zcela prominut zbytek trestu a ve věku 76 let byl propuštěn na svobodu. V roce 1965 požádal o přezkoumání procesu, ale Inspekce ministerstva vnitra konstatovala, že v jeho případě „zákonnost nebyla porušena“.
Po roce 1990 zatím nebyl rehabilitován.